# José Luis Mosquera Moreno
José Luis Mosquera Moreno (Turbo, 14 marzo 1995) è un calciatore colombiano, difensore del Marítimo La Guaira.

## Carriera
Ha giocato nella prima e nella seconda divisione colombiana con il Boyacá Chicó. Il 9 marzo 2021 viene acquistato a titolo definitivo dalla squadra lituana dell'Hegelmann Litauen.

## Statistiche

### Presenze e reti nei club
Statistiche aggiornate al 18 marzo 2021.
| Stagione            | Squadra             | Campionato          | Campionato | Campionato | Coppe nazionali | Coppe nazionali | Coppe nazionali | Coppe continentali | Coppe continentali | Coppe continentali | Altre coppe | Altre coppe | Altre coppe | Totale | Totale |
| Stagione            | Squadra             | Comp                | Pres       | Reti       | Comp            | Pres            | Reti            | Comp               | Pres               | Reti               | Comp        | Pres        | Reti        | Pres   | Reti   |
| ------------------- | ------------------- | ------------------- | ---------- | ---------- | --------------- | --------------- | --------------- | ------------------ | ------------------ | ------------------ | ----------- | ----------- | ----------- | ------ | ------ |
| 2017                | Boyacá Chicó        | SD                  | 16         | 1          | CC              | 2               | 0               | -                  | -                  | -                  | -           | -           | -           | 18     | 1      |
| 2018                | Boyacá Chicó        | PD                  | 31         | 1          | CC              | 4               | 0               | -                  | -                  | -                  | -           | -           | -           | 35     | 1      |
| 2019                | Boyacá Chicó        | SD                  | 12         | 2          | CC              | 4               | 0               | -                  | -                  | -                  | -           | -           | -           | 16     | 2      |
| Totale Boyacá Chicó | Totale Boyacá Chicó | Totale Boyacá Chicó | 59         | 4          |                 | 10              | 0               |                    | -                  | -                  |             | -           | -           | 69     | 4      |
| 2020                | Itagui Leones       | SD                  | 10         | 0          | CC              | 3               | 0               | -                  | -                  | -                  | -           | -           | -           | 13     | 0      |
| 2021                | Hegelmann Litauen   | AL                  | 0          | 0          | CL              | 0               | 0               | -                  | -                  | -                  | -           | -           | -           | 0      | 0      |
| Totale carriera     | Totale carriera     | Totale carriera     | 69         | 4          |                 | 13              | 0               |                    | -                  | -                  |             | -           | -           | 82     | 4      |

## Palmarès

### Club

#### Competizioni nazionali
- Categoría Primera B: 1

Boyacá Chicó: 2017